# Rhinocéros célèbres en Europe
 (avril 2011).
Cet article est une liste des rhinocéros qui sont parvenus vivants dans le bassin méditerranéen et en Europe, du IIIe siècle av. J.-C. jusqu'au XVIIIe siècle. De par la rareté de cet animal et son aspect terrifiant, les premières apparitions du rhinocéros dans le monde européen ont marqué les mémoires.

## Antiquité (IIIesiècleav. J.-C.-IIIesiècleav. J.-C.)

### Le rhinocéros de Ptolémée Philadelphe (263 av. J.-C.)
Rhinocéros africain. Capturé en Afrique orientale, ce rhinocéros a fait partie de la procession dionysiaque organisée à Alexandrie par le roi Ptolémée II Philadelphe, en 262 av. J.-C. C'est le premier rhinocéros connu à parvenir vivant au bord de la Méditerranée.
Source : Callixène de Rhodes, Histoire d'Alexandrie, livre IV. Ce texte est perdu, mais la description de la procession dionysiaque a été recopiée par Athénée (Le Banquet des Sophistes). Callixène l'appelle « rhinocéros éthiopique ».

### Le rhinocéros d'Artémidore d'Ephèse (fin duIIesiècleav. J.-C.)
Rhinocéros africain. Il est probable que les rois lagides aient fait venir pour leur ménagerie d'Alexandrie d'autres rhinocéros au cours des IIIe et IIe siècles av. J.-C., mais on n'en a pas la preuve. Le seul qui soit attesté est celui que, selon Strabon, Artémidore d'Ephèse (auteur d'une Géographie vers 104-101 av. J.-C.) aurait vu de ses yeux à Alexandrie. C'était très vraisemblablement un rhinocéros d'Afrique.

### Le rhinocéros de Pompée (55av. J.-C.?)
Rhinocéros indien. Selon Pline l'Ancien, le premier rhinocéros vu à Rome est un rhinocéros à une corne (donc indien ?) produit sous Pompée lors des jeux de 55 av. J.-C., pour l'inauguration du nouveau complexe sur le Champ-de-Mars. Cette information est contredite par Dion Cassius qui prétend que le premier rhinocéros vu à Rome arriva sous Octave, en 29 av. J.-C. Cicéron, qui assista aux jeux de 55 et en laissa une description dans sa correspondance, parle de nombreux éléphants mais pas de rhinocéros.

### Le rhinocéros d'Octave (ex-rhinocéros de Cléopâtre?) (29av. J.-C.)
Rhinocéros indien. Selon Dion Cassius, au cours des jeux donnés par Octave en 29 av. J.-C. pour célébrer son triomphe sur l'Égypte, un rhinocéros unicornis fut du spectacle. Selon Suétone, cet animal fut d'abord (ou ensuite) exposé au public dans le portique des Saepta Julia, sur le Champ-de-Mars. 
Cet animal faisait partie du butin qu'Octave avait rapporté d'Egypte l'année précédente. Lors d'une escale à Corinthe entre Alexandrie et Rome, ce rhinocéros a été exposé pour le public ; le géographe Strabon a eu l'occasion de le voir, et d'en rédiger une description détaillée.
Que faisait ce rhinocéros indien à Alexandrie ? Sans doute s'agissait-il d'un cadeau diplomatique offert par un royaume indien à Cléopâtre. On sait que cette dernière entretenait des relations avec l'Inde (elle tentera après Actium d'y envoyer son fils Césarion, selon Plutarque) et peu de temps après une ambassade indienne fut envoyée à son vainqueur et successeur Octave.

### Le rhinocéros d'Auguste (8apr. J.-C.)
Espèce indéterminée. Selon Dion Cassius, au cours des jeux donnés à Rome par Auguste au nom de Germanicus et de son frère en l'an 8 apr. J.-C., un combat fut organisé entre un rhinocéros et un éléphant. C'est l'éléphant qui le remporta.

### Le rhinocéros de Domitien (86 ou 88apr. J.-C.)

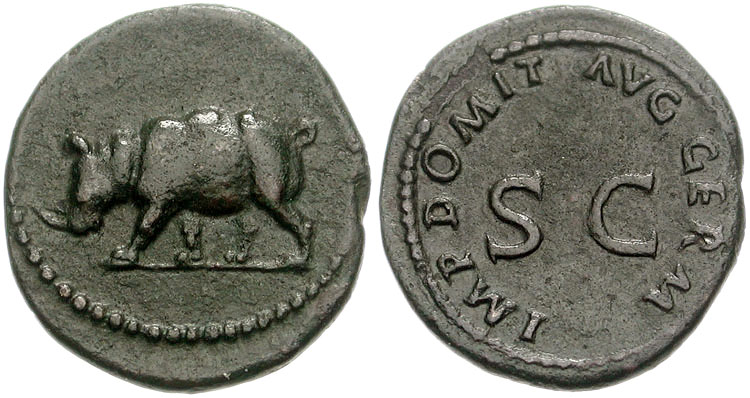
Quadrans émis à Rome sous Domitien, représentant le rhinocéros.

Rhinocéros africain. Lors des Jeux capitolins de 86 ou des Jeux séculaires de 87, un rhinocéros à deux cornes (donc africain) fut opposé à un ours. C'est le rhinocéros, d'abord indécis, qui gagna. Le combat fut immortalisé par une épigramme du poète Martial. Peut-être le rhinocéros fut-il aussi opposé à un taureau, avec le même résultat. 
L'image de ce rhinocéros fut reproduite sur de petites monnaies de bronze appelées quadrantes, certaines datées de Domitien, d'autres sans nom d'empereur. Sur ces monnaies au rhinocéros figurent aussi parfois des emblèmes de la déesse Minerve.

### Les rhinocéros d'Antonin le Pieux (vers 148)
Rhinocéros africains. L’Histoire Auguste signale qu'Antonin le Pieux fit paraître des rhinocéros dans les jeux du cirque qu'il organisa (peut-être ceux qui fêtèrent le 900e anniversaire de la fondation de Rome). Ce pluriel étonnant est confirmé par Pausanias, qui dit avoir vu des rhinocéros, qu'il appelle taureaux éthiopiques, dans une ménagerie de Rome. La description qu'il en donne est celle de rhinocéros d'Afrique à deux cornes, et la date de son séjour à Rome se situe dans les années 140.

### Les rhinocéros de Commode (181-192?)
Espèce indéterminée. Dion Cassius dit que Commode, se produisant personnellement dans l'arène, tua une foule d'animaux exotiques, dont plusieurs rhinocéros. On n'a pas d'autre renseignement à ce sujet. Cette information est très suspecte, car elle ferait de Commode un bestiaire réellement exceptionnel. En effet jusque-là les rhinocéros ne sont présentés par nos sources qu'opposés à d'autres fauves. Commode serait ainsi le premier être humain mentionné à Rome pour avoir tué dans l'arène un rhinocéros.

### Le rhinocéros de Caracalla (211-217)
Espèce indéterminée. Dion Cassius mentionne un rhinocéros (au singulier cette fois) parmi les animaux qui furent produits au cours des jeux donnés par Caracalla. On n'a pas d'autre information sur cet animal.

### Le rhinocéros d'Héliogabale (218-222)
Espèce indéterminée. La seule source qui mentionne la présence de cet animal à Rome est l'Histoire Auguste, source très tardive et peu fiable, dans la mesure où son auteur invente souvent des faits complètement fictifs.
Pour mémoire, donc, selon l'Histoire Auguste, l'empereur Héliogabale avait organisé une ménagerie d'animaux égyptiens : « Il eut en sa possession à Rome de ces petits serpents égyptiens que l’on nomme là-bas “bons génies”, ainsi que des hippopotames, un crocodile, un rhinocéros et toutes les autres espèces animales d’Égypte que leur nature permettait de montrer. » Ce rhinocéros était réputé égyptien (tous les rhinocéros parvenant à Rome depuis l'origine, qu'ils fussent africains ou indiens, passaient par le port d'Alexandrie). Celui d'Héliogabale fut, semble-t-il, le seul à échapper aux jeux du cirque.

### Le rhinocéros du Millénaire de Rome (248)
Espèce indéterminée. L’Histoire Auguste donne la liste des animaux qui furent produits dans l'amphithéâtre par l'empereur Philippe l'Arabe au cours des Jeux séculaires de 248, marquant le millénaire de la fondation de Rome. Dans cette liste figure un rhinocéros. La plupart de ces animaux avaient été rassemblés plusieurs années auparavant par Gordien III en prévision de son triomphe sur les Perses, mais Gordien fut tué pendant cette guerre et c'est son successeur qui hérita de la prodigieuse ménagerie. Ce rhinocéros fut le dernier à être signalé en Occident, avant celui de 1515.

## Époque moderne (XVIe–XVIIIesiècle)

### Le rhinocéros de 1515 (1515-1516)

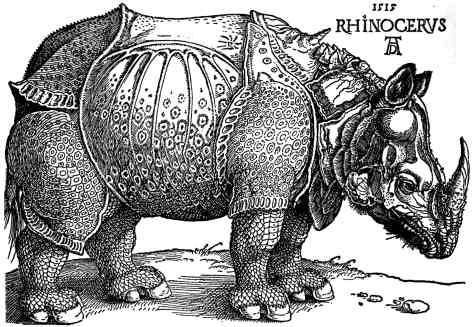
RHINOCERVS 1515
Le rhinocéros de 1515 gravé par Dürer.

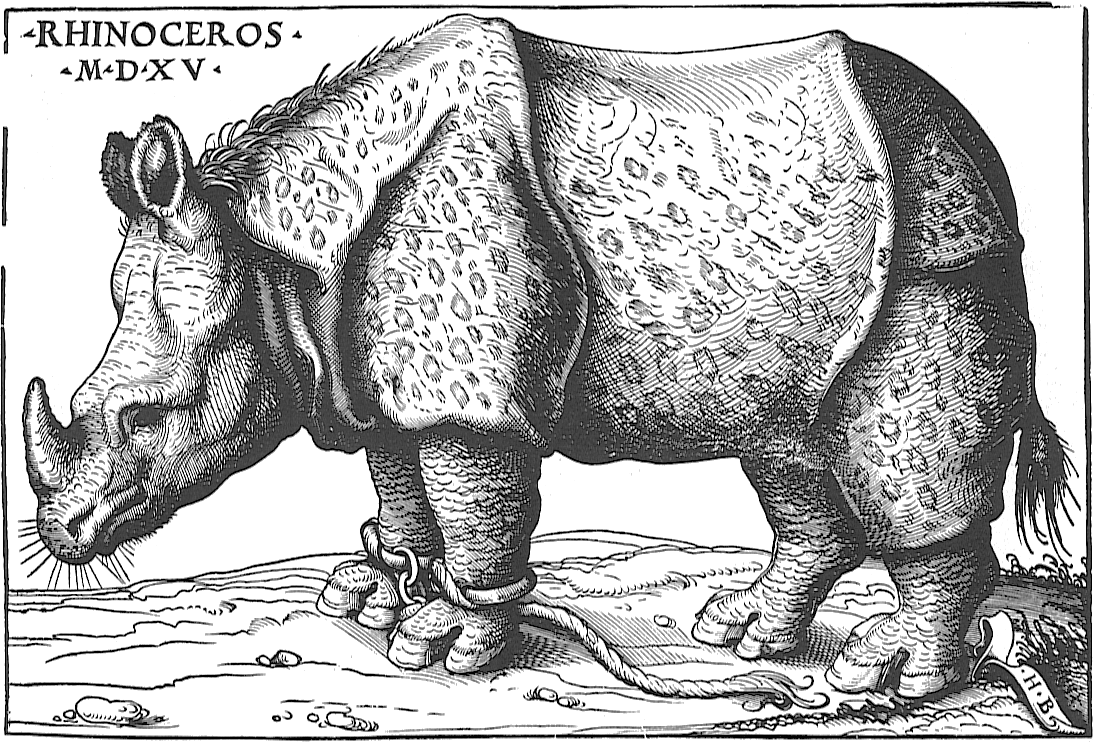
RHINOCEROS .M.D.XV.
Le rhinocéros de 1515 gravé par Burgkmair.

Rhinocéros indien, connu sous le nom de gomda, du terme indien ganda. Offert par le roi Muzaffar II de Cambaye, en Inde, à Afonso de Albuquerque en 1514, cet animal fut envoyé au roi Manuel Ier de Portugal à Lisbonne, où il débarqua le 20 mai 1515. Aussitôt identifié comme le rhinoceros dont parlaient les Anciens, il devint la vedette de la ménagerie royale, le centre d'intérêt des savants. 
Le rhinocéros devint immédiatement une célébrité européenne. Une lettre le décrivant, accompagnée d'un assez bon croquis, parvint à Nuremberg où, d'après ce document aujourd'hui perdu, Albrecht Dürer réalisa d'abord un dessin intitulé RHINOCERON 1515, puis une célèbre gravure sur bois intitulée RHINOCERVS 1515. D'après ce même document, Hans Burgkmair réalisa de son côté une gravure sur bois assez différente, intitulée RHINOCEROS MDXV, mais qui eut beaucoup moins de succès. D'après un document analogue parvenu en Italie, Giovanni Giacomo Penni publia à Rome le 13 juillet 1515 un poemetto sur la bête : Forma & natura & costumi de lo rinocerothe stato condutto importogallo dal Capitanio de larmata del Re & altre belle cose condutte dalle insule nouamente trouate. 
En décembre, Manuel Ier, qui avait déjà offert au pape Léon X l'éléphant Hanno, décida de lui envoyer le rhinocéros avec une ambassade fastueuse. La bête reprit la mer, et la nef portugaise qui le transportait le relâcha sur l'île d'If, face à Marseille, en janvier 1516. Le 24 janvier, le roi de France François Ier se rendit sur l'île avec sa cour afin de voir le reynoceron ; puis la nef repartit, mais fit naufrage au large de Porto Venere, près de La Spezia. Le pauvre rhinocéros périt dans cette fortune de mer, et on ne sait pas précisément ce qu'il advint de son corps : il aurait été récupéré et sa dépouille offerte au pape (mais le Vatican dément toujours officiellement posséder une peau de rhinocéros dans ses archives secrètes).

### Abada le rhinocéros de Philippe II d'Espagne (1577 - après 1586)

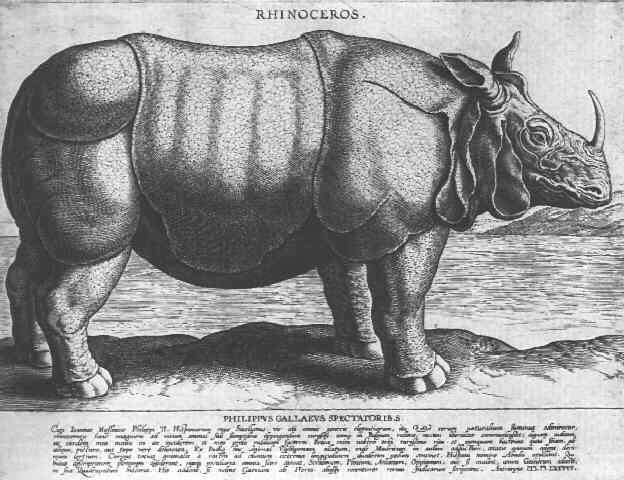
Abada, le rhinocéros de Philippe II d'Espagne, gravé par Philippe Galle.

Rhinocéros indien. C'est sans doute une femelle, connue sous le nom de lbada ou abada, d'après le nom malais de l'animal. En 1577, cet autre rhinocéros débarqua à Lisbonne à la ménagerie du roi fou Sébastien Ier de Portugal, auquel succéda Henri Ier l'année suivante. C'est le deuxième rhinocéros de l'Europe moderne. Par mesure de sécurité, on lui scia la corne (qui a sans doute repoussé par la suite). 
Quand, en 1582, le roi Philippe II d'Espagne recueillit la succession d'Henri Ier et réunit les couronnes d'Espagne et de Portugal, il hérita du rhinocéros qu'il fit d'abord transporter dans sa ménagerie de la Casa de Campo, près de Madrid. Le 16 octobre 1583 Philippe II le fit transférer dans sa ménagerie de l'Escorial. Le transfert ne se passa pas sans incident : on voulut rafraîchir la pauvre bête en l'aspergeant de seaux d'eau, ce qui l'énerva et la abada renversa tout sur son passage. Elle fut ensuite exposée au public à l'Escorial et présentée aux ambassadeurs japonais en 1584. Sans doute mourut-elle avant 1588. Une rue de Madrid proche de la Puerta del Sol, la Calle de la Abada, porte toujours son nom.
Son image nous a été conservée par une gravure de Philippe Galle exécutée en 1586.

### Le rhinocéros londonien de 1684 (1684-1686)
Rhinocéros indien. C'est le troisième de l'Europe moderne, un siècle après la mort du second. Ce rhinocéros, provenant dit-on de la Cour de Golconde, fut ramené par le capitaine Henry Udall à bord du Herbert, un navire de la Compagnie anglaise des Indes orientales. Il débarqua à Londres en janvier 1684 et fut aussitôt vendu pour 2000 livres à un entrepreneur privé pour être exposé à la Bartholomew Fair, ou à l’auberge de la Belle Sauvage de Ludgate Hill. Le public paye 1 shilling pour le voir, 2 shillings pour avoir le droit de le chevaucher. La Belle Sauvage encaissait jusqu'à 15 livres par jour. C'est le premier rhinocéros privatisé (et sans doute rentable) de l'histoire : depuis celui de Ptolémée II Philadelphe, en passant par tous les empereurs romains, jusqu'à celui de Philippe II d'Espagne, la possession d'un rhinocéros avait toujours été en Occident monopole royal ou impérial. Ce rhinocéros vécut à Londres près de deux ans et demi, et mourut en 1686.

### Le rhinocéros londonien de 1739 (1739-1741)

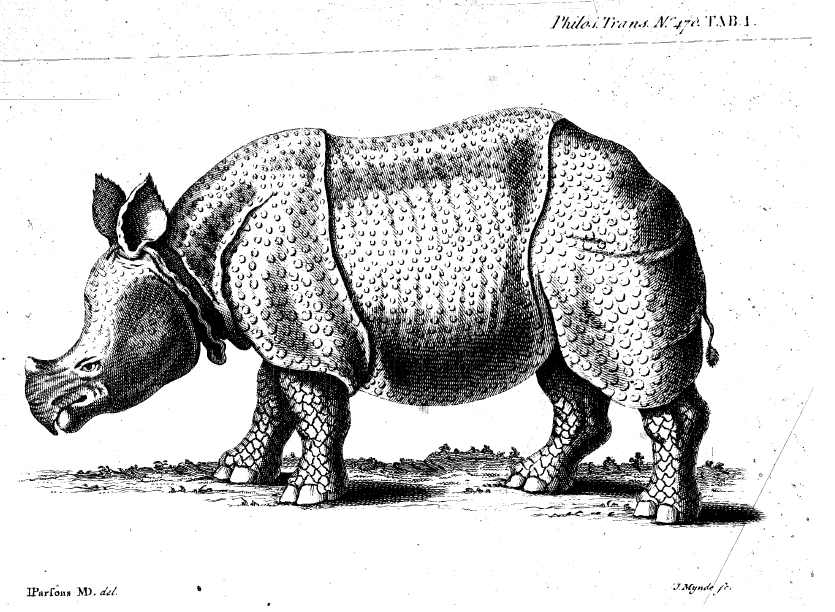
Dessin de James Parsons

Rhinocéros indien mâle. C'était un petit rhinocéros de moins de deux ans acquis en 1738 par Humphrey Cole, directeur d'une factorie de la Compagnie des Indes britanniques à Patna sur le Gange, et ramené par le Capitaine Acton à bord du Lyell. Il débarqua à Londres le 1er juin 1739 accompagné de son gardien indien, et fut exposé au public à partir du 15 juin à Eagle Street, près de Red Lion Square.
Ce rhinocéros suscita la curiosité du monde savant britannique. James Douglas fit deux communications à son sujet en 1739 devant la Royal Society, et James Parsons en fit une autre le 9 juin 1743, accompagnée de croquis, communication qui constitue la première étude scientifique de cet animal. Entre-temps, en 1741 précisément, le rhinocéros mourut. Parsons utilisa ses croquis pour réaliser deux grands tableaux représentant l'animal ; l'un a disparu depuis le XVIIIe siècle, l'autre, une huile sur toile de 122 × 147 cm représentant le rhinocéros dans un paysage imaginaire, est visible au musée d'histoire naturelle de Londres.

### Clara le rhinocéros (1738-1758)

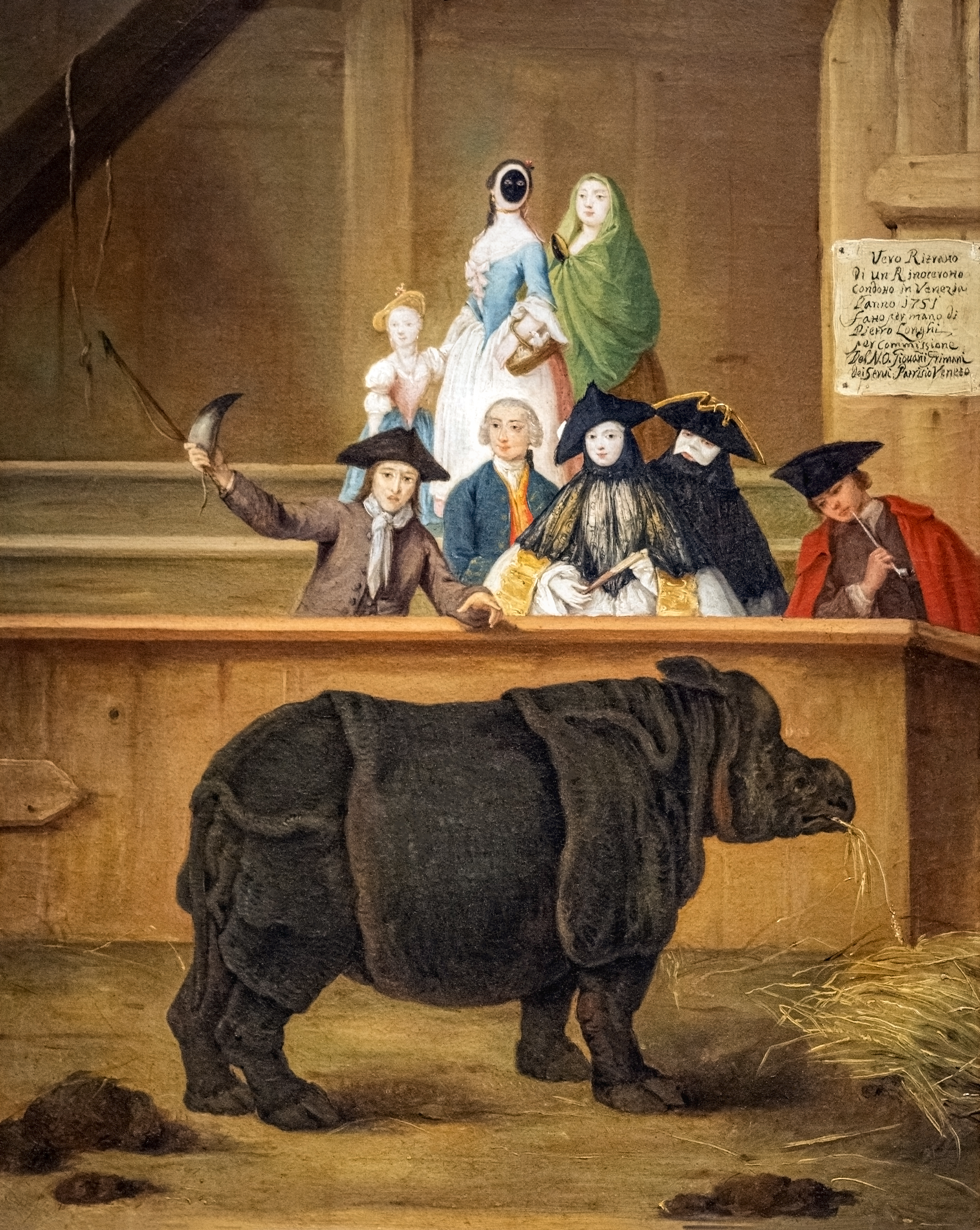
Le rhinoceros 1751, par Pietro Longhi
Ca' Rezzonico

Clara est un rhinocéros indien femelle. C'est le cinquième rhinocéros à parvenir vivant dans l'Europe moderne, et le premier à gagner une célébrité internationale comparable à celle du Rhinocéros de Dürer (1515).
Au cours de sa tournée dans la plupart des pays d'Europe, Clara a été représentée par différents artistes, dont Jean-Baptiste Oudry, Pietro Longhi Johann Joachim Kändler ou Johann Elias Ridinger.

### Le rhinocéros de Louis XV (1770-1793)

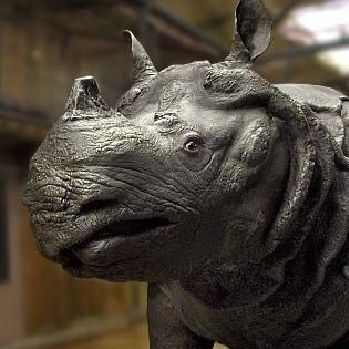
Le rhinocéros de Louis XV

Rhinocéros indien mâle, c'est le sixième de l'époque moderne. Acquis pour le roi de France Louis XV en 1769 par le gouverneur de Chandernagor, alors comptoir français. Il fut ramené à Lorient  à bord du Duc de Praslin. 
L'animal débarqua à Lorient le 4 juin 1770, et dut attendre deux mois que l'on prépare une charrette pour le transporter jusqu'à la ménagerie royale de Versailles. Il y parvint après bien des péripéties le 11 septembre. Ce rhinocéros fut exposé au public pendant 22 ans, bien que la ménagerie royale ait commencé à décliner à partir de 1785.
Le squelette du rhinocéros de Louis XV se trouve aujourd'hui exposé dans la galerie d'Anatomie comparée, tandis que l'animal naturalisé, sa peau vernie tendue sur une armature cylindrique de chêne et de cerceaux de noisetier, est visible depuis 1994 au troisième niveau de la grande galerie de l'Évolution. Au moment de sa restauration en 1992 on se rendit compte que sa corne ne lui appartenait pas : c'était l'ajout d'une corne de rhinocéros noir, la corne d'origine ayant disparu. 